# Хайнрих Албрехт фон Зайн-Витгенщайн-Хоенщайн
Хайнрих Албрехт фон Зайн-Витгенщайн-Хоенщайн (на немски: Heinrich Albrecht Graf v.Sayn-Wittgenstein-Hohenstein; * 6 ноември 1658; † 23 ноември 1723, Витгенщайн) е граф на Зайн-Витгенщайн-Хоенщайн.

## Произход
Той е най-големият син на граф Густав фон Зайн-Витгенщайн-Клетенберг-Лора (1633 – 1700) и съпругата му Анна де Ла Плац (1634 – 1705), дъщеря на маркиз Франсоа де Ла Плац († 1666), вицеграф на Махо, и съпругата му Анна Маргарета фон Бредероде († 1634 или 1635). Внук е на граф Йохан VIII фон Зайн-Витгенщайн-Хоенщайн (1601 – 1657) и графиня Анна Августа фон Валдек-Вилдунген (1608 – 1658). Братята му са нежененият Карл Фридрих (1659 – 1686), убит при Виена, и Август (1664 – 1735), граф на Сайн-Витгенщайн-Хоенщайн в Лора и Клетенбург. Сестра му Шарлота (1661 – 1725) е омъжена на 20 юни 1689 г. за граф Карл Лудвиг Албрехт фон Зайн-Витгенщайн-Ноймаген (1658 – 1724).
Хайнрих Албрехт умира бездетен на 23 ноември 1723 г. във Витгенщайн на 65 години.

## Фамилия
Хайнрих Албрехт фон Зайн-Витгенщайн-Хоенщайн се жени три пъти и няма деца.
Първи брак: на 23 октомври 1694 г. с графиня София Юлиана фон Липе-Бистерфелд (* 6 декември 1676; † 2 юни 1705), дъщеря на граф Йобст Херман фон Липе-Бистерфелд Стари (1625 – 1678) и графиня Елизабет Юлиана фон Зайн-Витгенщайн-Хоенщайн (1634 – 1689).
Втори брак: на 8 декември 1705 г. с роднината си графиня София Елизабет Вилхелмина фон Зайн-Витгенщайн (* 20 август 1675; † 27 август 1712), дъщеря на граф Вилхелм Фридрих фон Зайн-Витгенщайн-Хомбург (1640 – 1698) и графиня Анна Мария Магдалена фон Зайн-Витгенщайн-Хоенщайн (1641 – 1701).
Трети брак: на 19 ноември 1712 г. с графиня София Флорентина фон Зайн-Витгенщайн-Берлебург (* 4 април 1688; † 16 юни 1745), дъщеря на граф Лудвиг Франц фон Зайн-Витгенщайн-Берлебург (1660 – 1694) и графиня Хедвиг София фон Липе-Браке (1669 – 1738).